# سليم سحاب
سليم سحاب (1941 - ) هو قائد فرقة موسيقية فلسطيني وحصل علي الجنسية المصرية واللبنانية، وقائد الفرقة القومية للموسيقي العربية بدار الأوبرا المصرية.

## حياته
ولد في فلسطين عام 1941 و نشأ في القاهرة يحمل الجنسيتين المصرية و اللبنانية.
درس الموسيقى في معاهد روسيا العريقة حيث حصل على دبلوم قيادة أوركسترا سيمفوني من معهد تشيكوفسكي الشهير وأسس فرقا عديدة في لبنان للكبار والصغار قبل أن يوظّف عقله الموسيقي وقلبه لخدمة الفرقة القومية للموسيقى العربية التي أسسها ويشرف عليها في القاهرة.
مؤسسة المبدع العربي يشرف عليها ويتولى إدارتها المايسترو سليم سحاب. اهداف المؤسسة، يأتي في مقدمتها اكتشاف ورعاية المواهب الواعدة في مجالات الغناء والعزف على الآلات الشرقية والتلحين وقيادة الأوركسترا فضلا عن تنظيم ورش العمل الفنية بهدف رفع كفاءة العازفين. من أهداف المؤسسة أيضاً إقامة الندوات والمؤتمرات من أجل نشر الوعي الموسيقي لدى الجمهور العربي.